# Bettina Vollath
Bettina Vollath (ur. 29 października 1962 w Grazu) – austriacka polityk, prawniczka i samorządowiec, działaczka Socjaldemokratycznej Partii Austrii (SPÖ), członkini rządu krajowego w Styrii (2005–2015), następnie przewodnicząca landtagu, posłanka do Parlamentu Europejskiego IX kadencji.

## Życiorys
W latach 1981–1982 kształciła się w zakresie ekonomii w Wiedniu. W 1988 została absolwentką prawa na Universität Graz, po czym odbyła roczną praktykę zawodową. Od 1989 była zatrudniona w sektorze prywatnym, w latach 1999–2005 pracowała w kancelariach adwokackich, a w 2005 uzyskała uprawnienia adwokata.
W latach 2005–2015 wchodziła w skład rządu krajowego Styrii, którym kierował Franz Voves. Odpowiadała w nim za edukację, sprawy młodzieży, kobiet i rodziny (2005–2009), zdrowie, szpitale i kulturę (2009–2010), finanse i integrację (2010–2015) i ponownie za sprawy kobiet (2013–2015). Dołączyła w międzyczasie do władz krajowych Socjaldemokratycznej Partii Austrii, w latach 2009–2016 pełniąc funkcję wiceprzewodniczącej partii w Styrii. W tym samym okresie była też przewodniczącą regionalnego oddziału BSA, związanego z SPÖ zrzeszenia pracowników naukowych i artystów. W 2015 uzyskała mandat posłanki do styryjskiego landtagu, stając następnie na czele tego parlamentu. W 2019 została wybrana na deputowaną do Parlamentu Europejskiego IX kadencji. W październiku 2022 zrezygnowała z mandatu, motywując to względami rodzinnymi.